# 馬田啓一
馬田 啓一（うまだ けいいち、1949年 - ）は、日本の経済学者。専門は国際経済学。杏林大学名誉教授。

## 経歴
1949年に生まれる。1973年に慶應義塾大学経済学部を卒業、1975年に同大学院経済学研究科修士課程を修了、1979年に同博士課程を修了する。1993年から杏林大学大学院国際協力研究科教授を務め、2002年から杏林大学総合政策学部及び社会学部教授を務める。2015年に定年退官し、杏林大学総合政策学部客員教授、同名誉教授となる。2006年から2008年まで杏林学園の理事、2004年から2008年まで評議員を務める。
学外でも、1994年から2000年まで日本国際経済学会の理事、2000年から2016年まで同常任理事を、1998年から2017年まで日本経済学会連合の評議員を務める。
杏林大学総合政策学部では、馬田からの寄付を財源として、秀逸な課題図書エッセイを執筆した学生に対して馬田啓一賞を授与している。

## 著書
- （木村福成・浦田秀次郎）『日本の新通商戦略』（2005年、文眞堂）ISBN 4830945230
- （木村福成）『検証・東アジアの地域主義と日本』（2008年、文眞堂）ISBN 4830946148
- （木村福成・田中素香）『検証・金融危機と世界経済：危機後の課題と展望』（2010年、勁草書房）ISBN 4326503351
- （木村福成・浦田秀次郎）『日本通商政策論』（2011年、文眞堂）ISBN 4830947063
- （木村福成・浦田秀次郎）『日本のTPP戦略』（2012年、文眞堂）ISBN 4830947551
- （木村福成）『国際経済の論点』（2012年、文眞堂）ISBN 4830947713
- （石川幸一・木村福成・渡邊頼純）『TPPと日本の決断』（2013年、文眞堂）ISBN 4830947799
- （木村福成）『通商戦略の論点』（2014年、文眞堂）ISBN 4830948221
- （木村福成・浦田秀次郎）『TPPの期待と課題』（2016年、文眞堂）ISBN 4130402765
- （木村福成・浦田秀次郎・渡邊頼純）『揺らぐ世界経済秩序と日本』（2019年、文眞堂）ISBN 4830950544
- （石川幸一・木村福成・清水一史）『岐路に立つアジア経済：米中対立とコロナ禍への対応』（2021年、文眞堂）ISBN 4830951303